# 203 г. пр.н.е.
203 (двеста и трета) година преди новата ера (пр.н.е.) е година от доюлианския (Помпилийски) римски календар.

## Събития

### В Римската република
- Консули са Гней Сервилий Цепион и Гай Сервилий Гемин.
- Поддръжниците на Сципион му осигуряват удължаване на командването до края на войната с Картаген.[1]
- Изпратена е посланическа мисия, включваща като член Марк Аврелий Кота, която да разследва гръцките оплаквания от македонския цар Филип V.[2]
- Римската войска, предвождана от проконсула Марк Корнелий Цетег и претора Публий Квинтилий Вар, разбива картагенския военачалник Магон Барка в Цизалпийска Галия, но по време на отстъплението си той умира от получени рани и след като е получил нареждане да се завърне в Картаген.[3]

### В Африка
- Сципион напада, по време на преговори, изненадващо и унищожава лагерите на картагенската и нумидийската войска.[2]
- В Битката на Великите равнини Сципион побеждава картагенските и нумидийските сили командвани от Хасдрубал Гискон и Сифакс, а двамата успяват да се спасят по отделно.[2][3]
- След битката Сифакс е преследван и пленен от Гай Лелий и Масиниса, а неговата столица Цирта е превзета.[3]
- Управниците на Картеген решават да наредят на Ханибал да се завърне от Италия. Oсвен това те пращат картагенския флот срещу римската флота, която блокира Утика, но атаката е отбита от бързо завърналият се Сципион.[3]
- Започват преговори за примирие между двете страни, които успяват да достигнат до предварителни условия за мир. Картагенците хвърлят вината за войната върху Ханибал. Сключено е примирие.[3]

### В Египет
- Рухва режимът на Агатокъл, който управлява като регент от името на малолетния Птолемей V.[2]

### В Азия
- Антиох III и Филип V Македонски сключват споразумение за поделяне на птолемеиските владения между двамата.[4]

## Починали
- Агатокъл, египетски политик
- Квинт Фабий Максим, римски пълководец и държавник избиран пет пъти за консул и два пъти за диктатор, известен с т.нар. Фабиева стратегия (роден ок. 280 г. пр.н.е.)
- Магон Барка, картагенски военачалник и брат на Ханибал